# União Asiática de Tênis de Mesa
A União Asiática de Tênis de Mesa - com sigla ATTU (do inglês "Asian Table Tennis Union") é o órgão máximo no tênis de mesa na Ásia.